# 地雑大
地雑大（チジャプテ、지잡대）は、大韓民国においての大学の種類のスラングであり、ハンギョレによれば差別表現である。

## 概要
「地方所在の雑な大学」（지방 소재의 잡다한 대학）の略である。この地雑大というのは学歴の序列で最下部に位置する大学ということになる。韓国では地方大学の地方とは、力量が劣るということを意味する。韓国では地雑大の問題、総合大学と専門大学の関係、医学部への偏重などから学歴の序列は一層強化された。韓国の地方大学では志願者が0人だったという学科もあり、その数は年々増えている。
韓国では大学は、SKY、ソウル市内、地雑大に区分されている。韓国では序列化された大学体制は、国内の大学、国家、市場という抑圧の三角同盟を支える強力な装置の1つである。韓国では大学は学生時代から既に役立つ商品として選別されるだけでなく、拒否や抵抗や脱走や発言をするにも大学という資格がある少数に限定されている。
韓国では既に1つの分野で優れた能力を持っているために認められた人でも、その人が地雑大とされる大学出身であるならば、この地雑大という表現を用いた上で出身学校を蔑むという人が多い。このような人は学歴主義に陥っているために、社会が成績順に作った大学の順位で上位に位置する大学出身の人は尊敬に値するが、そうでなければ無視や嫌悪や差別をしてもいい存在としている。出身大学が能力の全てであり、ここから人格までもこうであると考える人が多い。
韓国では勉強ができなかったために地雑大に進学したものの、そこで日本語を勉強して、日本でワーキングホリデーをして、日本で就職して、その後は日本で起業をして結婚もしたという場合もある。
啓明大学校の教授の論文によると、地雑大の学生の多くは、学力が無いために首都圏の大学に行けなかったということを自己認識しているとのこと。そして一度競争社会に出たならば敗北が決定していて痛めつけられるだけであるということも知っているために、世俗的な成功よりも家族の幸福を価値観の中心に置いているとのこと。地雑大の学生に共通しているのは適当主義であり、これは高望みせず、競争を避け、限定的な人間関係から逸脱しないように振舞っているとのこと。